# 卡斯特尔丰多
卡斯特尔丰多（義大利語：Castelfondo），曾是意大利特伦托自治省的一个市镇。总面积25平方公里，人口636人，人口密度25.4人/平方公里（2009年）。ISTAT代码为022046。
2020年1月1日卡斯特尔丰多、丰多及马洛斯科三个市镇合并为新的阿瑙尼亚镇市镇。